# Guillaume Vigneault
Pour les articles homonymes, voir Vigneault.
Guillaume Vigneault, né le 5 août 1970 à Montréal, est un écrivain québécois.

## Biographie
Il est le fils du chanteur Gilles Vigneault.
Après avoir obtenu un baccalauréat en études littéraires à l’université du Québec à Montréal et avoir commencé des études de maîtrise dans le même domaine, il a décidé de se consacrer à sa passion, l’écriture. Marqué, plus jeune, par la lecture d’Albert Camus, d’Ernest Hemingway et de Fiodor Dostoïevski, il se sent aujourd’hui certaines affinités avec Jean-Paul Dubois et Philippe Djian.
Chercher le vent est un livre à succès au Québec depuis sa parution en octobre 2001. Il a été traduit en anglais chez Douglas and McIntyre et a en outre fait l'objet de traductions en russe et en norvégien.
Guillaume Vigneault a été le porte-parole de la Journée mondiale du livre et du droit d'auteur. En 2005, il a rédigé le texte intégral de la Dictée des Amériques. 
Il est récipiendaire, en 2005, de la Médaille de l'Assemblée nationale. 

## Œuvres

### Romans
- Carnets de naufrage, Boréal, 2000  (ISBN 2-7646-0150-6)
- Chercher le vent, Boréal, 2001  (ISBN 2-7646-0223-5)

### Scénario
- 2008 : Tout est parfait de Yves Christian Fournier
- 2016 : Chasse-Galerie : La légende de Jean-Philippe Duval
- 2018 : Demain, des hommes de Yves Christian Fournier (série télévisée)
- 2019 : Sympathie pour le diable de Guillaume de Fontenay

## Prix
- Prix Philippe-Rossillon, Chercher le vent (2002)
- Prix Ringuet de l'Académie des lettres du Québec, Chercher le vent (2002)
- Prix Jean-Hamelin, Chercher le vent (2002)